# Regional Preferente de Navarra 1983-84
La temporada 1983-84 de Regional Preferente de Navarra era el quinto nivel de las Ligas de fútbol de España para los clubes de Navarra y La Rioja, por debajo de la Tercera División de España.

## Sistema de competición
Los 20 equipos en un único grupo, que se enfrentan a doble vuelta, una vez en casa y otra en el campo del equipo rival, todos contra todos.
El primer clasificado asciende directamente a la Tercera División. El segundo clasificado juega una eliminatoria a ida y vuelta contra el segundo clasificado de la Regional Preferente de Aragón. El ganador de esta eliminatoria también consigue el ascenso.
Los cuatro últimos clasificados descienden a Primera Regional de Navarra.

## Clasificación[1]
| Pos. | Equipo                  | Pts. | PJ | G  | E  | P  | GF | GC  | Dif. |                                              |
| ---- | ----------------------- | ---- | -- | -- | -- | -- | -- | --- | ---- | -------------------------------------------- |
| 1    | C. D. Oberena (C, A)    | 58   | 38 | 24 | 10 | 4  | 86 | 40  | +46  | Ascenso a Tercera                            |
| 2    | C. D. Iruña             | 53   | 38 | 21 | 11 | 6  | 80 | 54  | +26  | Promoción de ascenso a Tercera               |
| 3    | C. D. Berceo            | 48   | 38 | 19 | 10 | 9  | 70 | 40  | +30  |                                              |
| 4    | Murchante F. C.         | 45   | 38 | 18 | 9  | 11 | 62 | 56  | +6   |                                              |
| 5    | A. D. Noáin             | 41   | 38 | 17 | 7  | 14 | 55 | 43  | +12  |                                              |
| 6    | C. D. Baztán            | 41   | 38 | 15 | 11 | 12 | 64 | 49  | +15  |                                              |
| 7    | C. D. Beti Onak         | 41   | 38 | 15 | 11 | 12 | 63 | 53  | +10  |                                              |
| 8    | C. D. Egüés             | 41   | 38 | 16 | 9  | 13 | 59 | 45  | +14  |                                              |
| 9    | C. D. Azkoyen           | 40   | 38 | 15 | 10 | 13 | 56 | 49  | +7   |                                              |
| 10   | C. D. Urroztarra        | 39   | 38 | 12 | 15 | 11 | 50 | 46  | +4   |                                              |
| 11   | C. Atlético Valtierrano | 38   | 38 | 14 | 10 | 14 | 50 | 54  | −4   |                                              |
| 12   | C. Atlético River Ebro  | 38   | 38 | 15 | 8  | 15 | 56 | 59  | −3   |                                              |
| 13   | C. D. Ondalán           | 37   | 38 | 13 | 11 | 14 | 59 | 57  | +2   |                                              |
| 14   | C. D. Zarramonza        | 37   | 38 | 13 | 11 | 14 | 60 | 61  | −1   |                                              |
| 15   | C. D. Sangüesa          | 36   | 38 | 12 | 12 | 14 | 43 | 53  | −10  |                                              |
| 16   | C. D. Pamplona          | 35   | 38 | 14 | 7  | 17 | 72 | 74  | −2   | El club no compite en la siguiente temporada |
| 17   | C. D. Tudelano Promesas | 30   | 38 | 11 | 8  | 19 | 42 | 60  | −18  | Descenso a Primera Regional                  |
| 18   | C. D. Azkarrena         | 28   | 38 | 9  | 10 | 19 | 43 | 61  | −18  | Descenso a Primera Regional                  |
| 19   | C. F. Beti Casedano     | 22   | 38 | 6  | 10 | 22 | 41 | 77  | −36  | Descenso a Primera Regional                  |
| 20   | C. D. Peña Azagresa     | 12   | 38 | 4  | 4  | 30 | 37 | 117 | −80  | Descenso a Primera Regional                  |

 Fuente: Fútbol Regional

## Promoción de ascenso[2]
| Equipo 1    | Agr. | Equipo 2     | Ida | Vuelta |
| ----------- | ---- | ------------ | --- | ------ |
| C. D. Iruña | 1-6  | C. D. Teruel | 0-1 | 1-5    |

| Ida; 3 de junio de 1984 | C. D. Iruña | 0-1 | C. D. Teruel |  |  |

| Vuelta; 10 de junio de 1984 | C. D. Teruel | 5-1 (Global 6-1) | C. D. Iruña |  |  |

| Asciende el C. D. Teruel |